# Atkáry Arisztid
Atkáry Arisztid (Budapest, 1926. március 21.  – München, 2009. január 30.) 1950 és 1955 között a Szabad Európa Rádió titkos informátora, emlékíró. 1955-ös lebukása után tevékenységéért 15 év börtönbüntetésre ítélték, ám az 1956-os forradalom során a többi politikai fogolyhoz hasonlóan kiszabadították, és később külföldre távozott.

## Élete
Apja, Atkáry Ottó (1879–1936), az IG Farbenindustrie magyarországi fiók igazgatója, anyja Stieber Hildegárd.  Az apai nagyszülei Szalay Atkáry Adolf, temesvári borkereskedő és Dorn Kamilla (1846–1916) voltak. Ősapja, Szalay másképp Atkáry Mihály 1701. június 24-én nemességet szerzett I. Lipót magyar királytól. Atkáry Arisztid nagybátyja, ifjabb Szalay Atkáry Adolf (1869–1924), a Schönwald Vegyészeti Gyár R. T. ügyvezető igazgatója; nagynénje, Szalay Atkáry Mária (1869–1955), akinek a férje, Wack Keresztély (1858–1930), kereskedelmi tanácsos, a Goriup ecetgyár tulajdonosa. Arisztid elsőfokú unokatestvére, idősebb Wack Géza (1891–1959), kereskedelmi tanácsos, huszártiszt, gyógyszeráru-nagykereskedő, aki az I. világháborúban a Ferenc Szalvátor főherceg nevét viselő császári és királyi 15. huszárezred 6. századának volt a parancsnoka tartalékos főhadnagyi rangban.
Atkáry Arisztid 1943-ban érettségizett a budapesti Német Birodalmi Iskolában. 1944-1946-ban a Közgazdasági Egyetemen tanult, ahonnan 1947-ben mint „osztályidegent" kizárták. 1944-töl 1949-ig édesanyjával ketten egy kisipari vegyi műhelyt üzemeltetett, melyet 1949-ben egyénileg államosítottak. Mint „osztályidegen" értelmiségi állást nem kapott, szabadfoglalkozású angol-német fordítóként tartotta fenn magát.

## Tevékenysége
Atkáryt a budapesti olasz nagykövetség sajtóattaséja szervezte be 1950-ben, hogy a Rákosi diktatúra által eltitkolni szándékozott hírekről tájékoztassa a Szabad Európa rádiót. Tevékenységét öt éven át folytatta, aminek során körülbelül 1000 jelentést írt a Szabad Európa Rádiónak. Az információkat gépelt levelek sorai közé, láthatatlan tintával írta, és postai úton juttatta el a rádió müncheni központjának. Az információk összegyűjtésébe beszervezte ismerősét Darvas Attilát is.
1955-ben beszervezője árulta el, akit az ÁVH megzsarolt, miután tetten érték nejlonharisnyák csempészése közben. Atkáryt 15 év börtönbüntetésre ítélték és társa Darvas is börtönbe került. Egy évvel később, 1956. október 30-án azonban a forradalmárok kiszabadították a politikai foglyokat, így Atkáryt is. Kiszabadulása után Atkáry megkereste iskolai barátját, Darvas Attila bátyját, Darvas Iván színészt és közösen kiszabadították Darvas Attilát is. A forradalom utolsó napjaiban a két korábbi informátor nyugatra szökött. Darvas Iván két év börtönbüntetést szenvedett testvére kiszabadításáért.
Atkáry 1983-ban térhetett először haza Magyarországra.

## Művei
- Aristid von Atkary: Für die Freiheit in die Einzelhaft. Das Leben eines Korrespondenten für Radio Free Europe in Ungarn; Books on Demand, Norderstedt, 2006
- Kém voltam, lebuktam, megszöktem. A Szabad Európa Rádió tudósítójának kalandos élete; Auktor, Bp., 2006[13][14]